# Światowy Kongres Żydów
Światowy Kongres Żydów (ang. World Jewish Congress, WJC) – międzynarodowa federacja organizacji i gmin żydowskich ze 115 krajów. Kongres ten teoretycznie usiłuje zbudować konsensus między różnymi żydowskimi grupami o odmiennych poglądach politycznych i orientacjach religijnych. Pracuje zgodnie z założeniami spełniając rolę ambasadora ogólnoświatowej społeczności żydowskiej. Jest to organizacja syjonistyczna, popierająca państwo Izrael.
WJC obejmuje żydowskie organizacje z Ameryki Północnej, Ameryki Łacińskiej, Europy, Azji, Izraela i Oceanu Spokojnego. WJC w założeniach ma również dialog międzyreligijny z chrześcijańskimi i muzułmańskimi grupami.

## Historia i założenia
Światowy Kongres Żydów został założony w 1936 w Genewie. Działalność miała być prowadzona zgodnie z następującymi założeniami:
- uzyskanie praw dla Żydów i zapewnienie bezpieczeństwa dla gmin żydowskich na całym świecie.
- wzmocnienie więzi i solidarności pomiędzy Żydami i gminami żydowskimi na całym świecie.
- koordynacja działań i reprezentowanie gmin żydowskich przed rządami, instytucjami międzynarodowymi i innymi autorytetami w sprawach dotyczących Żydów.
- współpraca z wszystkimi ludźmi na podstawach powszechnego pokoju, wolności i sprawiedliwości.

Jednym z ważnych założeń WJC jest rozwiązanie „trudnej sytuacji żydowskich uchodźców wygnanych lub zmuszonych do ucieczki przed prześladowaniami i śmiercią z krajów arabskich”.
Członkostwo jest otwarte dla wszystkich Żydów, niezależnie od poglądów społecznych, politycznych lub gospodarczych.

## Siedziba i oddziały
Siedziba WJC znajduje się w Nowym Jorku, a jej instytut badawczy w Jerozolimie. Utrzymuje międzynarodowe biura w Paryżu, Buenos Aires, Genewie, Brukseli, Budapeszcie, Johannesburgu, Moskwie, Ottawie i Sydney.

## Przewodniczący WJC
- Stephen S. Wise(inne języki)
- Nachum Goldmann
- Philip M. Klutznick(inne języki)
- Edgar M. Bronfman
- Ronald Lauder